# Cratiria saltensis
Cratiria saltensis är en lavart som först beskrevs av Hugo Magnusson., och fick sitt nu gällande namn av Marbach 2000. Cratiria saltensis ingår i släktet Cratiria och familjen Caliciaceae.   Inga underarter finns listade i Catalogue of Life.